# João Simões
João Pedro Arnauth Barrocas Simões (* 6. Januar 2007 in Portimão) ist ein portugiesischer Fußballspieler, der als Mittelfeldspieler für den Primeira-Liga-Verein Sporting Lissabon spielt.

## Karriere

### Verein
Simões begann in der Jugendakademie von Portimonense SC mit dem Fußballspielen, bevor er 2018 in die Jugendmannschaft von Sporting Lissabon wechselte. Am 11. Februar 2021 unterzeichnete er einen Jugendvertrag bei Sporting. Am 9. Februar 2023 unterschrieb er seinen ersten Profivertrag bei dem Verein. Im Sommer 2024 wurde er in die B-Mannschaft befördert. Am 22. November 2024 gab er sein Debüt für Sportings A-Mannschaft in der Taça de Portugal bei einem 6:0-Sieg gegen Amarante FC. Sein Debüt in der Primeira Liga folgte am 14. Dezember 2024 bei einem 3:2-Heimspielsieg gegen Boavista Porto. Das erste Tor folgte am 25. Januar 2025 zum 2:0-Endstand in einem Heimspiel gegen Nacional Funchal.

### Nationalmannschaft
Simões ist Jugendnationalspieler Portugals. Er spielte für die portugiesische U17-Auswahl bei den U17-Europameisterschaften 2023 und 2024. Bei der 2024er-Ausgabe des Turniers war er Kapitän seiner Mannschaft und führte sie ins Finale, wo sie gegen die italienische Auswahl verlor.